# Paul Ourselin
Paul Ourselin (Saint-Pierre-sur-Dives, 13 aprile 1994) è un ciclista su strada francese che corre per il team Cofidis. È professionista dal 2017.

## Palmarès

### Strada
- 2016 (Vendée U, sei vittorie)

Circuit de la Vallée de la Loire
Nantes-Segré
Parigi-Mantes-en-Yvelines
Classifica generale Tour d'Eure-et-Loir
Classifica generale Tour de la Dordogne
Campionati francesi, Prova in linea Under-23

#### Altri successi
- 2015 (Vendée U)

2ª tappa Tour Nivernais Morvan (Clamecy, cronosquadre)
- 2016 (Vendée U)

2ª tappa Tour d'Eure-et-Loir (Arrou, cronosquadre)

## Piazzamenti

### Grandi Giri
- Tour de France

2019: 95º
- Vuelta a España

2020: 79º
2023: 26º

### Classiche monumento
- Milano-Sanremo

2019: 156º
2025: 116º
- Giro delle Fiandre

2023: ritirato
- Liegi-Bastogne-Liegi

2018: 73º
2019: ritirato
2020: 117º
2022: 36º
2023: 51º
2024: ritirato
2025: 122º
- Giro di Lombardia

2017: ritirato
2022: ritirato
2023: 50º

### Competizioni europee
- Campionati europei

Plumelec 2016 - In linea Under-23: 76º